# Brock Osweiler
Brock Alan Osweiler (geboren am 22. November 1990 in Coeur d’Alene, Idaho) ist ein ehemaliger US-amerikanischer American-Football-Spieler auf der Position des Quarterbacks. Er spielte College Football für Arizona State, bevor er im NFL Draft 2012 von den Denver Broncos in der zweiten Runde ausgewählt wurde.

## Karriere

### Frühe Jahre
Osweiler wuchs in einer Footballfamilie auf, denn sein Vater hätte College Football spielen können, entschied sich jedoch für eine Militärlaufbahn, und sein älterer Bruder Tanner spielte College-Football für Montana Tech. Brock besuchte die Flathead High School in Kalispell, Montana und spielte dort neben Football auch Basketball. Nach seinem Freshman-Jahr sagte er der Gonzaga University zu, von denen er ein Sportstipendium für Basketball erhalten hatte, fokussierte sich aber letztendlich doch auf eine Karriere im Football. Als Senior wurde er 2008/09 zum „Gatorade Player of the Year“ von Montana ernannt, als er 189 Pässe für 2.703 Yards und 29 Touchdowns an den Mann brachte. Zusätzlich erlief er 700 Yards und 13 weitere Touchdowns.

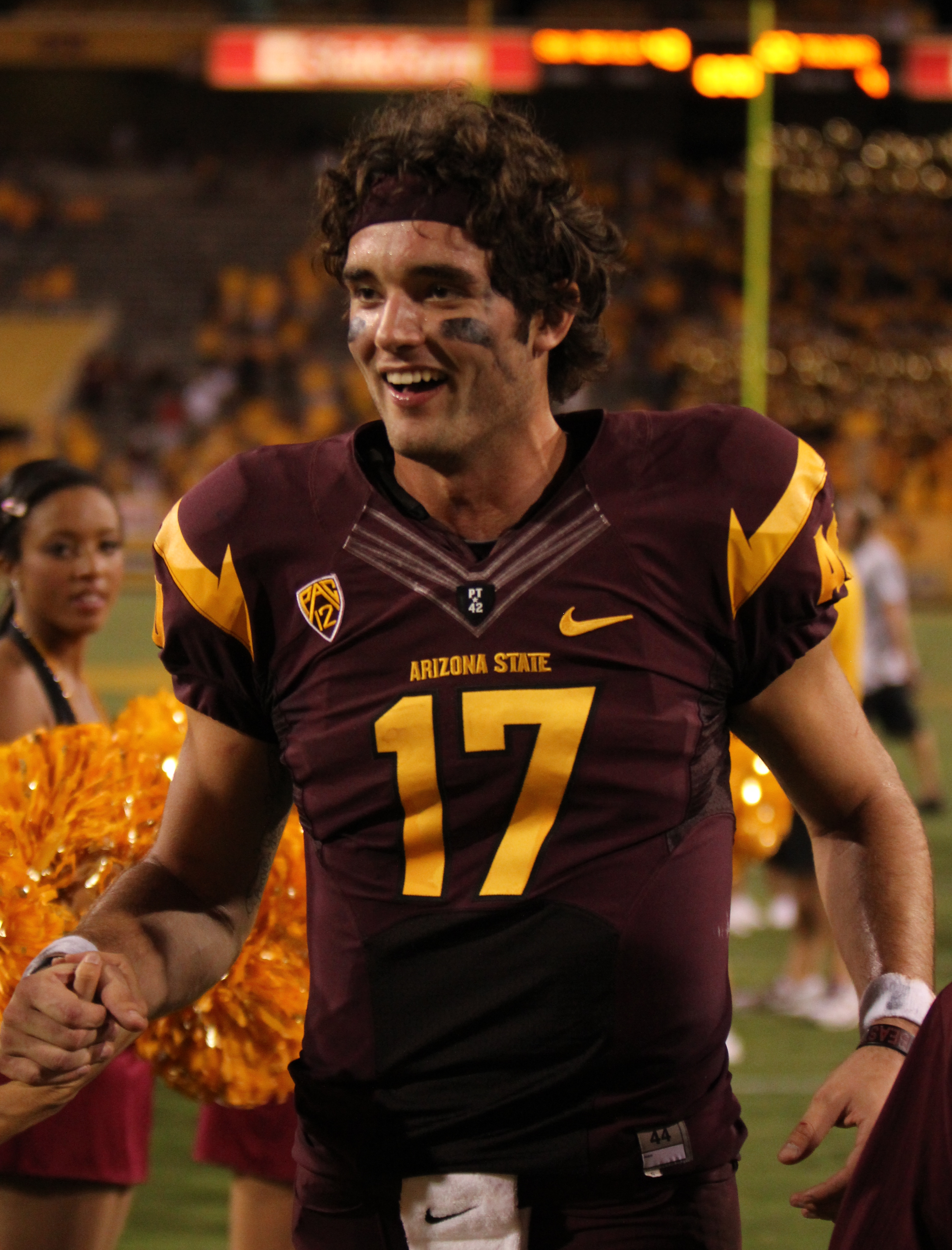
Osweiler 2011 im Trikot der Arizona State Sun Devils

Osweiler besuchte anschließend die Arizona State University, wo er für die Sun Devils von 2009 bis 2012 Football spielte. Als Freshman und Sophomore erhielt er nur wenig Einsatzzeiten, wurde aber in seiner Junior-Saison zum Starting-Quarterback ernannt und warf für 4.036 Yards und 26 Touchdowns, womit er als erster Arizona-State-Quarterback Pässe für mehr als 4.000 Yards Raumgewinn geworfen hatte. Zudem stellte er weitere Schulrekorde für Passversuche (516) und vervollständigte Pässe (326) in einer Saison auf.

### NFL

#### Denver Broncos
Osweiler wurde als 57. Spieler im NFL Draft 2012 von den Denver Broncos ausgewählt und unterschrieb einen Vierjahresvertrag über 3,516 Millionen US-Dollar. In Denver war er zunächst Ersatz für Starting-Quarterback Peyton Manning und kam hauptsächlich in bereits entschiedenen Partien kurz vor Schluss zu Einsatzzeiten. Er gab sein NFL-Debüt am vierten Spieltag der Saison 2012 beim 37:6-Erfolg gegen die Oakland Raiders. Seinen ersten NFL-Pass warf er am 17. Spieltag gegen die Kansas City Chiefs und sein erster Touchdown gelang ihm am 28. Dezember 2014 wiederum gegen die Oakland Raiders.
Am 15. November 2015 ersetzte Osweiler Manning, nachdem dieser vier Interceptions geworfen hatte. Nach der Partie ernannten die Broncos Osweiler auf Grund einer Verletzung Mannings zum Starter im kommenden Spiel gegen die Chicago Bears. In seiner ersten Partie von Beginn an komplettierte Osweiler 20 von 27 Pässen für 250 Yards und zwei Touchdowns.

#### Houston Texans
Am 9. März 2016 verpflichteten ihn die Houston Texans für 72 Millionen US-Dollar. Er bekam einen 4-Jahres-Vertrag.

#### Cleveland Browns
Am 9. März 2017 wurde er zu den Cleveland Browns getauscht. Cleveland erhielt zusätzlich einen Sechstrundenpick im NFL Draft 2017 und einen Zweitrundenpick 2018. Houston bekam einen Viertrundenpick 2017 und sparte sich Osweilers Gehalt von 16 Millionen US-Dollar und 10 Millionen US-Dollar bei der Salary Cap 2017.
Am 1. September 2017 wurde Brock Osweiler von den Cleveland Browns entlassen.

#### Denver Broncos
Die Denver Broncos nahmen Osweiler am 2. September 2017, nach einer Verletzung von Quarterback Paxton Lynch, wieder unter Vertrag.

#### Miami Dolphins
Am 23. März 2018 unterschrieb Osweiler einen Vertrag bei den Miami Dolphins.
Am 16. Oktober 2019 gab Osweiler bekannt, dass er seine aktive NFL-Karriere beendet.